# Albert Lea
Albert Lea – miasto położone w południowo-wschodniej części stanu Minnesota. Liczy 18 356 mieszkańców.
W mieście tym urodził się amerykański muzyk, Eddie Cochran